# (1170) Шива
(1170) Шива (лат. Siva, санскр. शिव) — небольшой астероид, относящийся к группе астероидов пересекающих орбиту Марса и принадлежащий к светлому спектральному классу S. Он был открыт 29 сентября 1930 года бельгийским астрономом Эженом Дельпортом в обсерватории Уккел и назван в честь индуистского божества Шивы.

Орбита астероида Шива и его положение в Солнечной системе
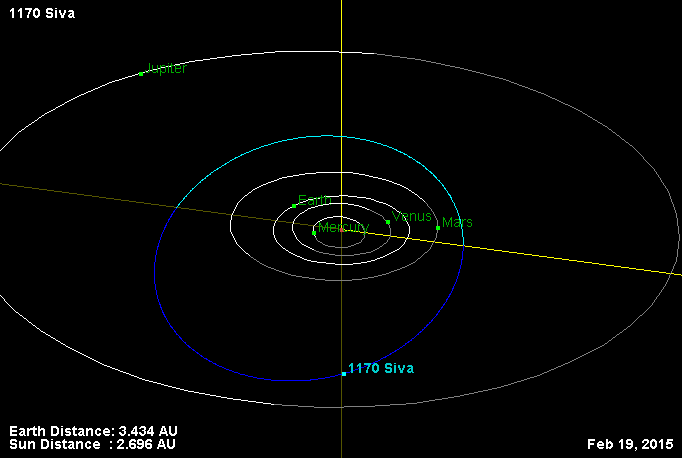
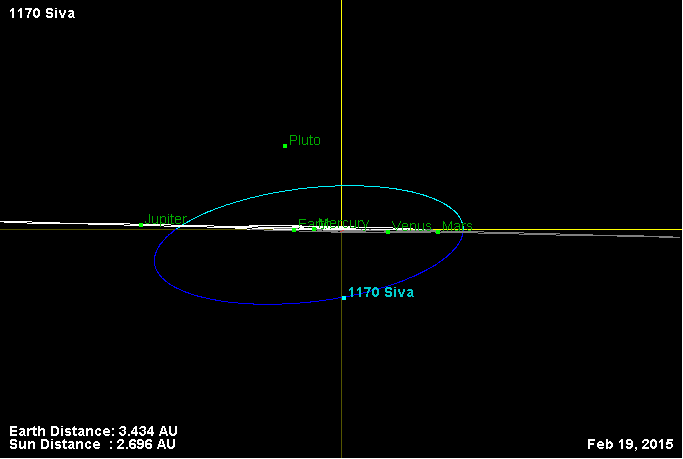